# Кондрат Роман Михайлович
Кондрат Роман Михайлович (нар. 19 вересня 1940 р., с. Підгір'я Богородчанського району Івано-Франківської обл.) — український вчений, доктор технічних наук, професор, завідувач кафедри розробки і експлуатації нафтових і газових родовищ Івано-Франківського національного технічного університету нафти і газу, Заслужений діяч науки і техніки України. Лауреат Державної премії України в галузі науки і техніки (2006). Академік Української нафтогазової академії, член-кореспондент Академії гірничих наук України.

## Біографія
У 1947—1954 рр. навчався у Підгірській семирічній школі, після чого у 1954—1958 рр.  здобував освіту у Дрогобицькому нафтовому технікумі за спеціальністю «Експлуатація нафтових і газових свердловин», який закінчив з відзнакою.
1958—1960 рр. — працював оператором і старшим оператором з видобування нафти і газу, а також старшим оператором з дослідження нафтових і газових свердловин та інженером ГПУ «Шебелинкагазвидобування» і НГВУ «Надвірнанафтогаз».
У 1964 р. здобув диплом Львівського політехнічного інституту за спеціальністю «Розробка нафтових і газових родовищ».
З 1964 р. працював у Івано-Франківському національному технічному університеті нафти і газу.
1967—1970 рр. — навчався в очній аспірантурі Державного університету нафти і газу ім. І. М. Губкіна (Москва), яку закінчив із захистом кандидатської дисертації на тему «Исследование особенностей процесса вытеснения газа водой применительно к разработке газовых месторождений».
У 1975 р. йому присвоєно вчене звання доцента. 1987 року нагороджений медаллю «Ветеран праці».
У 1988 р. захистив докторську дисертацію на тему «Фізичні і технологічні основи підвищення вуглеводневилучення родовищ природних газів при природному і штучному водонапірному режимі».
1990 р. — присвоєно вчене звання професора.
З 1991 р. працює завідувачем кафедри розробки та експлуатації нафтових і газових родовищ Івано-Франківського національного технічного університету нафти і газу.
У 1991 р. Кондрату Р. М. присвоєно звання «Почесний працівник газової промисловості».
1994 р. — за досягнуті успіхи в науковій і педагогічній діяльності присвоєно почесне звання «Заслужений діяч науки і техніки України».
У 2000 р. отримав звання «Почесний працівник Укргазвидобування».
У 1995—2001 рр. працював проректором з наукової роботи ІФНТУНГ.
У 2006 р. став лауреатом Державної премії України в галузі науки і техніки «за розробку і впровадження високоефективних технологій видобування та постачання газу для підвищення енергетичної безпеки держави».

## Наукові дослідження
Професор Кондрат Р. М. є автором 309 наукових праць, з них 20 монографій і навчальних посібників. У своїх працях обґрунтував наукові, фізичні та технологічні основи методів активного впливу на нафтогазові пласти з метою підвищення ступеня вилучення з надр вуглеводневої сировини, розробив нові технології і технічні пристрої для інтенсифікації роботи газових і нафтових свердловин в ускладнених умовах видобування. Отримав 54 патенти та авторські свідоцтва на винаходи, значна частина яких знайшла широке застосування в нафтогазовій промисловості України та країнах пострадянського простору.